# Guido Kees
Guido Kees (1968) is een Belgische auteur. Kees was eerst 27 jaar bediende bij Ford, waar hij de drang voelde om boeken te schrijven.

## Boeken
- Geen spoor van Kevin
- The Pencil (in het Nederlands gepubliceerd als Het Potlood)
- De zoon van Artan - het geheim van de draak
- De zoon van Artan - de Drakenmeester